# Les Aventuriers (film, 1960)
Pour les articles homonymes, voir Les Aventuriers.
Pour plus de détails, voir Fiche technique et Distribution.
Les Aventuriers (titre original : Ice Palace) est un film américain réalisé par Vincent Sherman sorti en 1960.
Le scénario du film est une adaptation du roman Ice Palace d'Edna Ferber, racontant l'histoire de Zeb Kenedy et de Thor Storm, colons en Alaska après la Première Guerre mondiale.

## Fiche technique
- Titre original : Ice Palace
- Titre français : Les Aventuriers
- Réalisation : Vincent Sherman
- Scénario : Harry Kleiner, d'après le roman d'Edna Ferber
- Photographie : Joseph F. Biroc
- Montage : William H. Ziegler
- Musique : Max Steiner
- Production : Henry Blanke et Harry Kleiner
- Société de production : Warner Bros.
- Pays d'origine : États-Unis
- Format : Couleurs
- Genre : drame
- Durée : 143 minutes
- Date de sortie : 1960

## Distribution
- Richard Burton : Zeb Kennedy
- Robert Ryan : Thor Storm
- Martha Hyer : Dorothy Wendt Kennedy
- Jim Backus : Dave Husack
- Carolyn Jones : Bridie Ballantyne
- Ray Danton : Bay Husack
- Diane McBain : Christine Storm
- Karl Swenson : Scotty Ballantyne
- Shirley Knight : Grace Kennedy, à 16 ans
- Barry Kelley : Einer Wendt
- Sheridan Comerate : Ross Guildenstern
- George Takei : Wang
- Steve Harris : Christopher Storm
- Chuck Hicks : Pétrisseur (non inscrit au générique)
- Judd Holdren : Cavalier de Muriel (non inscrit au générique)

## Production
Les droits sur Ice Palace ont été vendus 350 000 $ à Warner Brothers avant la publication du roman. En 1956, cette société de production avait déjà obtenu du succès avec l'adaptation d'un autre roman d'Edna Ferber, Giant.
Le film a été tourné en partie à Petersburg (Alaska).
C'est dans Les Aventuriers que George Takei fit ses débuts au cinéma. 

## Accueil
Les Aventuriers eut une mauvaise critique et fut un échec commercial aux États-Unis. Selon une biographie de Ferber, le public lui réserva un accueil glacial. Le critique du New York Times qualifia le film de « saga cinématographique aussi fausse et aussi synthétique que celle qui peut sortir d'une caméra couleur » et « aussi peu authentique qu'une neige faite de fécule de maïs sur un décor en studio ».